# Vincent Viola
Vincent Viola (New York, 12 febbraio 1956) è un imprenditore e filantropo statunitense di origine italiana.
Miliardario e veterano dell'U.S. Army, è stato presidente del NYMEX dal 2001 al 2004 nonché fondatore e presidente di Virtu Financial, una delle principali aziende attive nell'ambito dell'high-frequency trading. È inoltre proprietario dei Florida Panthers, squadra americana di hockey su ghiaccio. Nel 2016 è stato tra i candidati a ricoprire la carica di Segretario all'Esercito degli Stati Uniti d'America nel Gabinetto del neoletto presidente Donald Trump.
Vincent Viola è nato nel 1956 a New York, Williamsburg (Brooklyn), da John A. Viola e Virginia Torre. La sua famiglia ha origini lucane, siciliane, pugliesi e campane.
Il figlio di Vincent Viola, John M. Viola, è stato direttore operativo e poi presidente della National Italian American Foundation (NIAF) dal 2012 al 2017. Dal 2016 lo stesso John M. Viola è stato più volte accostato a trattative per l'acquisto dell'U.S. Città di Palermo.